# آنا إدواردا سانتوس
آنا إدواردا سانتوس (بالبرتغالية: Ana Eduarda Santos‏) هي كاتِبة برتغالية، ولدت في 1983 في لشبونة في البرتغال.